# Valea Lungă (okręg Hunedaora)
Valea Lungă – wieś w Rumunii, w okręgu Hunedoara, w gminie Ilia. W 2011 roku liczyła 142 mieszkańców.